# Conclave del 1585
Il conclave del 1585 venne convocato il 21 aprile a seguito della morte di papa Gregorio XIII, avvenuta il 10 aprile, e si concluse il 24 aprile con l'elezione del cardinale Felice Peretti Montalto, che con il nome di Sisto V divenne il 227º papa della Chiesa cattolica. Al conclave parteciparono solo quarantadue cardinali su sessanta; l'assenza del 30%  dei cardinali ha fatto di questo conclave uno dei meno partecipati della storia della chiesa moderna.

## Svolgimento
Il conclave iniziò in Vaticano il 21 aprile, domenica di Pasqua. Alla cerimonia di apertura erano presenti trentanove cardinali su sessanta cardinali, mentre altri tre arrivarono più tardi, in tempo per il primo voto: Andrea d'Austria, Ludovico Madruzzo di Trento e Guido Luca Ferrero di Vercelli (giunse invece a cose fatte il francese François de Joyeuse). Si formarono subito due fazioni: una guidata dal cardinale Ferdinando de' Medici e la seconda da Luigi d'Este, nipote del re Luigi XII di Francia. Le due fazioni erano disposte a trovare un accordo per eleggere il papa, ma dipendeva dalla possibilità di concordare un candidato comune.
Le prime votazioni sembravano favorire i cardinali Pier Donato Cesi e Guglielmo Sirleto, ma al mattino seguente entrambe le candidature furono abbandonate. Volendo evitare la potenziale influenza di cardinali non ancora arrivati, il de' Medici propose allora a D'Este due nomi: quelli dei cardinali Albani e Montalto, invitandolo a scegliere. D'Este, però, impose delle condizioni e il progetto di accordo, quando se ne venne a conoscenza, suscitò molta indignazione. Con una serie di depistaggi e stratagemmi, Medici convinse i cardinali che Montalto non era il suo candidato.
Il cardinale Ludovico Madruzzo, leader designato dalla fazione favorevole alla Spagna, non appena giunse nella Città Eterna ebbe dei colloqui con gli ambasciatori iberici e imperiali prima di entrare nel conclave. Incontrando subito d'Este, Madruzzo venne a conoscenza dell'antipatia che quest'ultimo provava nei confronti del suo stesso favorito, Sirleto. Considerando che un papa completamente filo-spagnolo sarebbe stato sgradito quanto uno totalmente filo-francese, Madruzzo si dichiarò a d'Este contrario al cardinale Albani e favorevole a Montalto.
Altemps, Medici e Gesualdo fecero allora pressione anche su Madruzzo, che fu convinto a chiedere agli altri esponenti della fazione filo-spagnola (Andrea d'Austria, Colonna, Deza, Gonzaga, Sfondrati e Spinola) di votare per Montalto. Con tutte queste adesioni, a Medici e d'Este mancavano solo quattro voti per realizzare il loro piano. Questi potevano essere ottenuti solo nel gruppo di cardinali di Gregorio XIII organizzato da Alessandro Farnese, decano del Collegio cardinalizio. Durante quella notte, inoltre, arrivò il cardinale Ferrero.
Il 24 aprile Medici spiegò a Montalto tutto ciò che era stato fatto e gli consigliò come condurre le trattative. D'Este s'incontrò con Farnese, che non credeva alla forza "elettorale" di Montalto, e riuscì a depistarlo ulteriormente. Durante una riunione nella Cappella Paolina, d'Este reclutò il cardinale Camerlengo Guastavillani, il cardinale di San Marcello Castagna e Francesco Sforza. Quando i cardinali si riunirono finalmente nella Cappella Sistina, d'Este dichiarò che non era necessario procedere allo scrutinio, poiché era ovvio chi sarebbe stato il nuovo Papa. Senza opposizione i cardinali procedettero a rendere omaggio (“adorazione”) a Montalto, ma subito dopo si procedette alla votazione chiedendo a ciascun porporato di esprimere ad alta voce il proprio voto, che fu unanime.
L'incoronazione del cardinale Montalto, che scelse il nome di Sisto V, ebbe luogo il 1° maggio; fu Ferdinando de' Medici, in qualità di cardinale diacono maggiore, a porgergli in testa la tiara. Il nuovo Pontefice prese possesso del Laterano il 5 maggio successivo.

## Composizione del Sacro Collegio

### Cardinali presenti in conclave
| Nome                                           | Paese                          | Titolo | Ruolo | Nascita    | Concistoro |
| ---------------------------------------------- | ------------------------------ | --- | --- | ---------- | ---------- |
| Giovanni Antonio Serbelloni                    | Ducato di Milano               | Cardinale vescovo di Frascati                                                                                     | Vescovo emerito di Novara | 1519       | 31/01/1560 |
| Alfonso Gesualdo                               | Regno di Napoli                | Cardinale vescovo di Albano                                                                                       | Arcivescovo emerito di Conza | 20/10/1540 | 26/02/1561 |
| Giovanni Francesco Gambara                     | Repubblica di Venezia          | Cardinale vescovo di Palestrina                                                                                   | Vescovo emerito di Viterbo e Tuscania | 17/01/1533 | 26/02/1561 |
| Mark Sittich von Hohenems                      | Sacro Romano Impero            | Cardinale presbitero di Santa Maria in Trastevere                                                                 | Principe-Vescovo di Costanza; Arciprete della Basilica di San Giovanni in Laterano                                                                                                 | 19/08/1533 | 26/02/1561 |
| Alessandro Farnese il Giovane                  | Ducato di Parma e Piacenza     | Cardinale vescovo di Ostia e Velletri; Cardinale diacono e presbitero di San Lorenzo in Damaso                    | Decano del Sacro Collegio; Vice-Cancelliere di Santa Romana Chiesa; Governatore di Velletri; Arciprete della Basilica di San Pietro in Vaticano; Abate commendatario di Grandselve | 27/09/1520 | 18/12/1534 |
| Luigi d'Este                                   | Ducato di Ferrara              | Cardinale diacono di Santa Maria in Via Lata; Cardinale protodiacono                                              | Amministratore apostolico di Auch; Abate commendatario di Notre-Dame de Breteuil, Chaalis e di Pontigny                                                                            | 25/12/1538 | 26/02/1561 |
| Ludovico Madruzzo                              | Principato vescovile di Trento | Cardinale diacono e presbitero di Sant'Onofrio                                                                    | Principe-Vescovo di Trento | 1532       | 26/02/1561 |
| Innico d'Avalos d'Aragona                      | Regno di Napoli                | Cardinale presbitero di San Lorenzo in Lucina                                                                     | Governatore di Benevento | 1536       | 26/02/1561 |
| Giacomo Savelli                                | Stato Pontificio               | Cardinale vescovo di Porto e Santa Rufina; Sottodecano del Collegio Cardinalizio                                  | Vicario generale di Sua Santità per la Diocesi di Roma; Grande Inquisitore della Congregazione della Romana e Universale Inquisizione                                              | 28/10/1523 | 19/12/1539 |
| Ferdinando I de' Medici                        | Granducato di Toscana          | Cardinale diacono di Santa Maria in Domnica                                                                       | Prevosto di Santo Stefano di Prato | 30/07/1549 | 06/01/1563 |
| Marcantonio Colonna                            | Stato Pontificio               | Cardinale presbitero di San Pietro in Vincoli                                                                     | Legato apostolico della Marca Anconitana; Abate commendatario di Subiaco | 1523       | 12/03/1565 |
| Tolomeo Gallio                                 | Ducato di Milano               | Cardinale presbitero di Sant'Agata alla Suburra, titolo pro illa vice                                             | Arcivescovo emerito di Manfredonia | 25/09/1527 | 12/03/1565 |
| Prospero Santacroce                            | Stato Pontificio               | Cardinale presbitero di San Clemente                                                                              | Amministratore apostolico emerito di Arles | 24/09/1514 | 12/03/1565 |
| Guido Luca Ferrero                             | Ducato di Savoia               | Cardinale presbitero dei Santi Vito e Modesto in Macello Martiri                                                  | Nunzio apostolico emerito nella Repubblica di Venezia; Legato apostolico in Romagna                                                                                                | 18/05/1537 | 12/03/1565 |
| Guglielmo Sirleto                              | Regno di Napoli                | Cardinale presbitero di San Lorenzo in Panisperna                                                                 | Prefetto della Congregazione dell'Indice dei Libri Proibiti; Bibliotecario di Santa Romana Chiesa                                                                                  | 1514       | 12/03/1565 |
| Gabriele Paleotti                              | Stato Pontificio               | Cardinale presbitero dei Santi Silvestro e Martino ai Monti                                                       | Arcivescovo metropolita di Bologna | 04/10/1522 | 12/03/1565 |
| Girolamo Simoncelli                            | Stato Pontificio               | Cardinale diacono dei Santi Cosma e Damiano                                                                       | Amministratore apostolico di Orvieto | 1522       | 22/12/1553 |
| Michele Bonelli, O.P.                          | Ducato di Savoia               | Cardinale presbitero di Santa Maria sopra Minerva                                                                 | Duca di Salci; Camerlengo del Collegio Cardinalizio | 25/11/1541 | 06/03/1566 |
| Antonio Carafa                                 | Regno di Napoli                | Cardinale presbitero dei Santi Giovanni e Paolo                                                                   | Canonico emerito | 25/03/1538 | 24/03/1568 |
| Giulio Antonio Santori                         | Regno di Napoli                | Cardinale presbitero di San Bartolomeo all'isola                                                                  | Arcivescovo emerito di Santa Severina | 06/06/1532 | 17/05/1570 |
| Pierdonato Cesi                                | Stato Pontificio               | Cardinale presbitero di Sant'Anastasia                                                                            | Vescovo emerito di Narni | 13/05/1522 | 17/05/1570 |
| Charles d'Angennes de Rambouillet              | Regno di Francia               | Cardinale presbitero di Sant'Eufemia                                                                              | Vescovo di Le Mans | 30/10/1530 | 17/05/1570 |
| Felice Peretti, O.F.M.                         | Stato Pontificio               | Cardinale presbitero di San Girolamo dei Croati, eletto papa                                                      | Vescovo emerito di Fermo | 13/12/1521 | 17/05/1570 |
| Girolamo Rusticucci                            | Stato Pontificio               | Cardinale presbitero di Santa Susanna                                                                             | Vescovo emerito di Senigallia | 15/01/1537 | 17/05/1570 |
| Nicolas de Pellevé                             | Regno di Francia               | Cardinale presbitero di Santa Prassede                                                                            | Arcivescovo metropolita di Sens; Prefetto della Congregazione dei Vescovi e Regolari                                                                                               | 18/10/1515 | 17/05/1570 |
| Giovanni Gerolamo Albani                       | Repubblica di Venezia          | Cardinale presbitero di San Giovanni a Porta Latina                                                               | Giurista; Consigliere privato di Gregorio XII | 03/01/1509 | 17/05/1570 |
| Filippo Boncompagni                            | Stato Pontificio               | Cardinale presbitero di San Sisto                                                                                 | Penitenziere Maggiore; Prefetto della Congregazione del Concilio; Arciprete della Basilica Liberiana di Santa Maria Maggiore                                                       | 07/09/1548 | 02/06/1572 |
| Filippo Guastavillani                          | Stato Pontificio               | Cardinale diacono di Sant'Angelo in Pescheria; Camerlengo di Santa Romana Chiesa                                  | Protettore del Santuario della Santa Casa di Loreto; Abate commendatario di Nonantola                                                                                              | 28/09/1541 | 05/07/1574 |
| Andreas von Österreich                         | Sacro Romano Impero            | Cardinale diacono di Santa Maria Nuova                                                                            | Vescovo coaudiutore di Bressanone; Governatore del Tirolo | 15/06/1558 | 05/07/1574 |
| Alessandro Riario                              | Stato Pontificio               | Cardinale presbitero di Santa Maria in Ara Coeli                                                                  | Prefetto del Supremo Tribunale della Segnatura Apostolica | 03/12/1543 | 21/02/1578 |
| Pedro de Deza Manuel                           | Regno di Spagna                | Cardinale presbitero di Santa Prisca                                                                              | Vicario generale emerito di Santiago di Compostela e Arcidiacono | 26/03/1520 | 21/02/1578 |
| Gian Vincenzo Gonzaga                          | Regno di Sicilia               | Cardinale diacono e presbitero di Santa Maria in Cosmedin                                                         | Cavaliere dell'Ordine di Malta | 08/12/1540 | 21/02/1578 |
| Giovanni Antonio Facchinetti de Nuce           | Stato Pontificio               | Cardinale presbitero dei Santi Quattro Coronati, eletto papa con il nome di Innocenzo IX nell'ottobre 1591        | Patriarca titolare emerito di Gerusalemme | 20/07/1519 | 12/12/1583 |
| Alessandro di Ottaviano de' Medici di Ottajano | Granducato di Toscana          | Cardinale presbitero dei Santi Quirico e Giulitta, eletto papa con il nome di Leone XI nel conclave di marzo 1605 | Arcivescovo metropolita di Firenze | 02/06/1535 | 12/12/1583 |
| Giulio Canani                                  | Ducato di Ferrara              | Cardinale presbitero di Sant'Eusebio                                                                              | Vescovo di Adria | 1524       | 12/12/1583 |
| Niccolò Sfondrati                              | Ducato di Milano               | Cardinale presbitero di Santa Cecilia, eletto papa con il nome di Gregorio XIV nel conclave di ottobre 1590       | Vescovo di Cremona | 11/02/1535 | 12/12/1583 |
| Anton Maria Salviati                           | Stato Pontificio               | Cardinale diacono di Santa Maria in Aquiro                                                                        | Nunzio apostolico emerito in Francia | 21/01/1537 | 12/12/1583 |
| Filippo Spinola                                | Repubblica di Genova           | Cardinale presbitero di Santa Sabina                                                                              | Vescovo di Nola | 01/12/1535 | 12/12/1583 |
| Matthieu Cointerel                             | Regno di Francia               | Cardinale presbitero di Santo Stefano al Monte Celio                                                              | Datario di Sua Santità | 03/12/1513 | 12/12/1583 |
| Scipione Lancellotti                           | Stato Pontificio               | Cardinale presbitero di San Simeone profeta                                                                       | Segretario dei Brevi Apostolici | 01/12/1527 | 12/12/1583 |
| Francesco Sforza                               | Ducato di Parma e Piacenza     | Cardinale diacono di San Giorgio in Velabro                                                                       | Canonico del capitolo della chiesa di San Nicola in Carcere | 06/11/1562 | 12/12/1583 |

### Cardinali assenti
| Nome                          | Paese                          | Titolo                                                                | Ruolo | Nascita    | Concistoro |
| ----------------------------- | ------------------------------ | --------------------------------------------------------------------- | --- | ---------- | ---------- |
| Alberto Bolognetti            | Stato Pontificio               | Cardinale presbitero                                                  | Vescovo di Massa Marittima; Nunzio apostolico in Polonia; Abate commendatario di Summaga | 08/07/1538 | 12/12/1583 |
| Niccolò Caetani di Sermoneta  | Stato Pontificio               | Cardinale presbitero di Sant'Eustachio, titolo pro illa vice          | Amministratore apostolico emerito di Capua | 22/02/1526 | 22/12/1536 |
| Vincenzo Laureo               | Regno di Napoli                | Cardinale presbitero di Santa Maria in Via                            | Vescovo di Mondovì; Nunzio apostolico nel Ducato di Savoia | 23/03/1523 | 12/12/1583 |
| Giorgio di Armagnac           | Regno di Francia               | Cardinale presbitero pro hac vice di San Nicola in Carcere            | Amministratore apostolico di Tolosa; Legato apostolico di Avignone; Abate commendatario di Aurillac                                                                                              | 1501       | 19/12/1544 |
| Carlo di Borbone-Vendôme      | Regno di Francia               | Cardinale presbitero di San Crisogono                                 | Arcivescovo metropolita di Rouen; Legato apostolico di Avignone; Abate commendatario di Trinité de Vendôme, Saint-Ouen, Saint-Germer-de-Fly, Saint-Lucien de Beauvais e di Notre-Dame d'Ourscamp | 22/09/1523 | 09/01/1548 |
| Antoine Perrenot de Granvelle | Regno di Francia               | Cardinale vescovo di Sabina                                           | Arcivescovo metropolita di Besançon; Abate commendatario di Saint-Pierre-et-Saint-Paul de Luxeuil                                                                                                | 20/08/1517 | 26/02/1561 |
| Albrecht VII. von Habsburg    | Sacro Romano Impero            | Cardinale diacono pro hac vice di Santa Croce in Gerusalemme          | Viceré del Portogallo | 15/11/1559 | 03/03/1577 |
| Louis de Lorraine-Guise       | Regno di Francia               | Cardinale presbitero di San Crisogono                                 | Arcivescovo metropolita di Reims; Abate commendatario di Saint-Pierre-et-Saint-Paul de Montier-en-Der, Saint Denis e di Notre-Dame de Déols                                                      | 06/07/1555 | 21/02/1578 |
| Agostino Valier               | Repubblica di Venezia          | Cardinale presbitero di San Marco                                     | Vescovo di Verona | 07/04/1531 | 12/12/1583 |
| Michele della Torre           | Repubblica di Venezia          | Cardinale presbitero                                                  | Vescovo di Ceneda | 1511       | 12/12/1583 |
| François de Joyeuse           | Regno di Francia               | Cardinale presbitero di San Silvestro in Capite                       | Abate commendatario di Marmoutier; Arcivescovo metropolita di Narbona | 24/06/1562 | 12/12/1583 |
| Charles de Lorraine-Vaudémont | Regno di Francia               | Cardinale diacono di Santa Maria in Domnica                           | Amministratore apostolico di Toul; Vescovo di Verdun | 20/04/1561 | 21/02/1578 |
| Rodrigo de Castro Osorio      | Regno di Spagna                | Cardinale presbitero dei Santi XII Apostoli                           | Arcivescovo metropolita di Siviglia | 05/03/1523 | 12/12/1583 |
| Gaspar de Quiroga y Vela      | Regno di Spagna                | Cardinale presbitero di Santa Balbina                                 | Arcivescovo metropolita di Toledo, Primate di Spagna; Inquisitore generale di Spagna | 13/01/1512 | 15/12/1578 |
| Jerzy Radziwiłł               | Confederazione polacco-lituana | Cardinale presbitero di San Sisto                                     | Vescovo di Vilnius | 31/05/1556 | 12/12/1583 |
| Simeone Tagliavia d'Aragona   | Regno di Sicilia               | Cardinale presbitero di Santa Maria degli Angeli, titolo pro hac vice | Vice-protettore di Spagna | 20/05/1550 | 12/12/1583 |
| Carlo II di Borbone-Vendôme   | Regno di Francia               | Cardinale diacono                                                     | Amministratore apostolico di Bayeux | 19/08/1562 | 12/12/1583 |
| András Báthory                | Regno d'Ungheria               | Cardinale diacono di Sant'Adriano al Foro                             | Principe-Vescovo di Varmia | 1562       | 04/07/1584 |